# 1192 Prisma
Prisma (asteróide 1192) é um asteróide da cintura principal, a 1,7579642 UA. Possui uma excentricidade de 0,2574037 e um período orbital de 1 330,38 dias (3,64 anos).
Prisma tem uma velocidade orbital média de 19,35816148 km/s e uma inclinação de 23,85645º.
Esse asteróide foi descoberto em 17 de Março de 1931 por Arnold Schwassmann.